# Acytolepis gisca
Acytolepis gisca är en fjärilsart som beskrevs av Hans Fruhstorfer 1910. Acytolepis gisca ingår i släktet Acytolepis och familjen juvelvingar. Inga underarter finns listade i Catalogue of Life.